# Geroldsreuth
Geroldsreuth ist ein Gemeindeteil von Geroldsgrün im Landkreis Hof (Oberfranken, Bayern). Geroldsreuth liegt in der Gemarkung Geroldsgrün.

## Geografie
Südlich der Siedlung grenzt der Gerlaser Forst an. Eine Gemeindeverbindungsstraße führt nach Geroldsgrün zur Staatsstraße 2198 (0,6 km westlich) bzw. zur Kreisstraße HO 32 (0,4 km nordöstlich).

## Geschichte
Geroldsreuth wurde in der ersten Hälfte des 20. Jahrhunderts auf dem Gemeindegebiet von Geroldsgrün gegründet. Auf einer topographischen Karte des Jahres 1940 wird der Ort erstmals verzeichnet.

### Einwohnerentwicklung
| Jahr      | 001950 | 001961 | 001970 | 001987 |
| Einwohner | 146    | 142    | 161    | 190    |
| Häuser    | 18     | 19     |        | 53     |
| Quelle    | [ 8 ]  | [ 9 ]  | [ 10 ] | [ 1 ]  |

## Religion
Der Ort ist evangelisch-lutherisch geprägt und bis heute nach St. Jakob (Geroldsgrün) gepfarrt.